# پارکسویل (نیویورک)

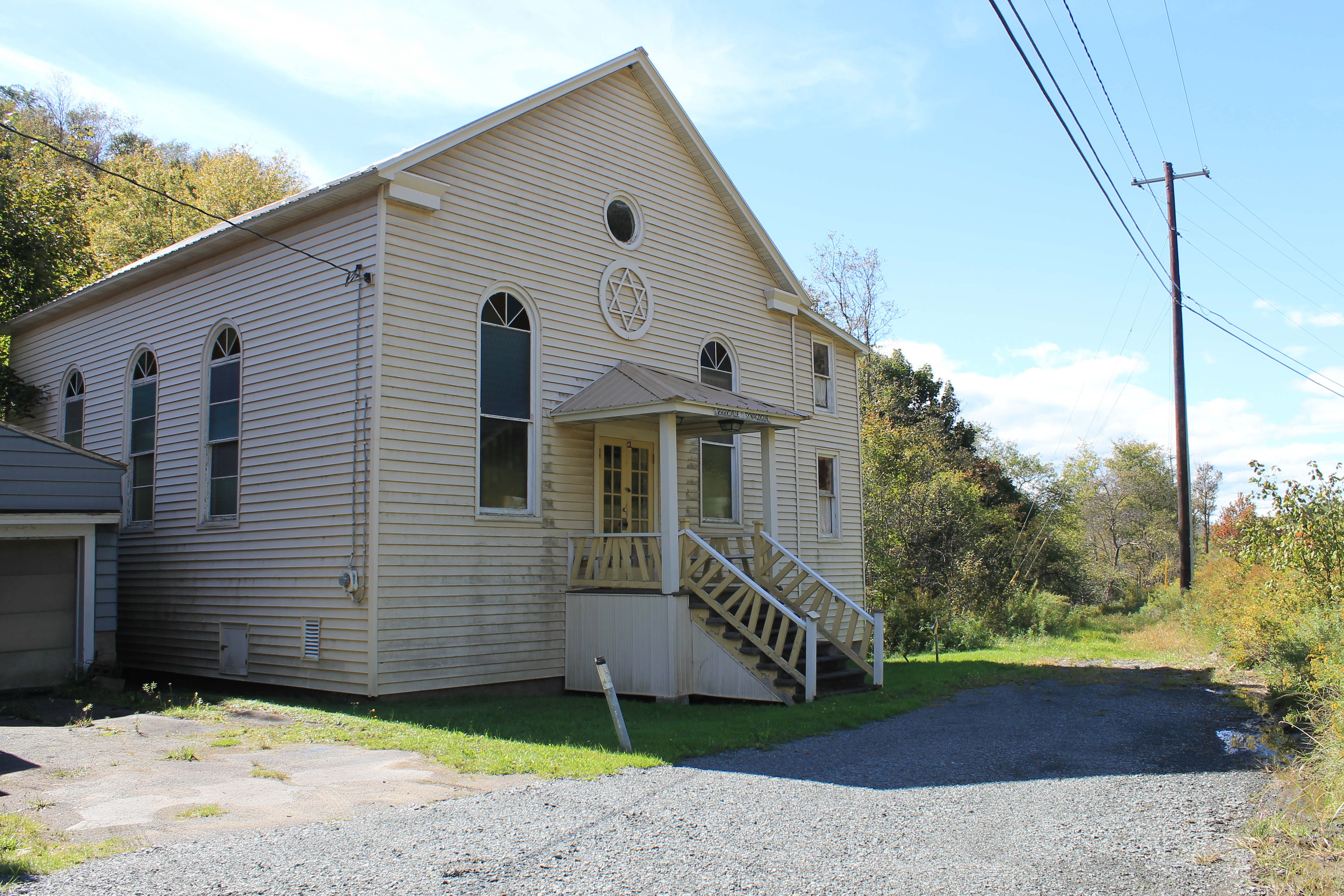
یک کنیسهٔ تاریخی در پارکسویل، نیویورک

پارکسویل (به انگلیسی: Parksville) یک آبادی کوچک در شهرک لیبرتی، شهرستان سولیوان، ایالت نیویورک، آمریکا است. کد پستی آن ۱۲۷۶۸ می‌باشد. موقعیت این شهر در خروجی ۹۸ مسیر ۱۷ (که انتظار می‌رود در آینده به بزرگراه میان‌ایالتی ۸۶ ارتقا یابد) قرار گرفته‌است.